# Pablo Urquiza
Pablo Urquiza est un poète argentin né à Córdoba. Il réside à Paris depuis 1992.
Auteur, compositeur, l'univers poétique de Pablo Urquiza s'exprime autant par la musique que par l'écriture.
Artiste complet, poète et musicien "de la tête aux pieds" , il donne, en créant la "Collection Poèmes, Poemas" une présence dynamique et attachante au milieu de la poésie des provinces d'Argentine.
Graciela Maturo (es), notable poète et chercheur de la littérature argentine et latinoaméricaine, a écrit à propos de son recueil, " Le Véritable Jour " : " Ces poèmes de Pablo Urquiza, écrits à  Paris, enregistrent le double exil d'un poète. Celui de sa patrie, l'Argentine, et l'autre exil fondamental qu'on pourrait définir comme l'exil du Royaume. Une telle attitude le relie à une précieuse tradition européenne, et aussi à des poètes argentins comme Ricardo E. Molinari ou ceux de la génération de mille neuf cent quarante. Le livre se présente, à notre interprétation — que j'essaie toujours d'ajuster au texte, mais qui admet comme toute lecture, d'autres points de vue — comme une  défense de la poésie dans sa vocation ontologique et métaphysique, et comme un signe, assumé en forme testimoniale, qui rend réelle la vaticination : ' le vol de l'aigle s'élève le soir.'  " 

## Recueils de poésie
Argentine
- 1982 - Detrás de los cielos
- 1987 - La poesía como un hueso
- 1991 - Poesía en sitio
- 2000 - La página París

France / Argentine
- 2004 -  Asilo personal, Asile personnel. Ediciones Argos et Abra Pampa Éditions - Collection Poèmes Poemas
- 2009 -  Le Véritable Jour, El Día Verdadero. Prologue de Graciela Maturo, épilogue de Julienne Salvat. Abra Pampa Éditions - Collection Poètes Poetas
- 2014 -   Asile personnel, Asilo personal.Prologue de Geneviève Huttin. Éditions l'Inventaire, Paris, France.

## Anthologies de la poésie argentine
- 2004 - Entresilences Neuf poètes argentins. Livre-CD bilingue espagnol-français. Editions L'Inventaire et Abra Pampa Editions - Collection d'Autres Lieux.aperçu
- 2006 - Tucumán  Huit poètes argentins. Livre-CD bilingue espagnol-français. Abra Pampa Editions - Collection Poèmes, Poemas.
- 2008 - Ultramarine - Ultramarina Cinq poètes français, Cinco poetas franceses. Livre-CD bilingue français-espagnol. Abra Pampa Editions - Collection Poèmes, Poemas.
- 2009 - Santa Fe Huit poètes argentins, Ocho poetas argentinos. Livre-CD bilingue français-espagnol. Abra Pampa Editions - Collection Poèmes, Poemas.